# Zakład Historii Ruchu Ludowego
Zakład Historii Ruchu Ludowego – instytucja istniejąca od stycznia 1960 roku zajmująca się dziejami polskiego ruchu ludowego.

## Historia i działalność
Poprzednikami instytucji były Wydział Historyczny PSL (1948–1949) i Komisja Historyczna ZSL (1949–1950, reaktywowana w 1956). Zakład został powołany z inicjatywy Prezydium NK ZSL. Pierwszym kierownikiem był w latach 1960–1963 Wiktor Kordowicz. W 1963 zastąpił go Józef Szaflik (do 1971).
Zakład prowadzi bibliotekę i archiwum gromadzące publikacje, dokumenty i ikonografię dotyczącą dziejów ruchu ludowego na ziemiach polskich. Zakład wydaje pismo „Roczniki Dziejów Ruchu Ludowego”. Obecna nazwa instytucji to Zakład Historii Ruchu Ludowego przy Naczelnym Komitecie Wykonawczym PSL.